# Чемпіонат України з футболу 2022—2023: Прем'єр-ліга
Українська Прем'єр-ліга 2022—2023 (VBET Ліга) — 15-й сезон української Прем'єр-ліги (32-ий сезон вищого дивізіону з часу незалежності), який проходив з 23 серпня 2022 року до 4 червня 2023 року.
Через російське вторгнення в Україну всі матчі відбувалися без глядачів.

## Регламент змагань
У чемпіонаті брали участь 16 команд. Змагання проводяться у два кола за круговою системою.
За підсумками цього сезону до єврокубків потрапили 5 команд (2 — до Ліги чемпіонів, 1 — до Ліги Європи та 2 — до Ліги конференцій).
Чемпіон потрапив до групи Ліги чемпіонів, срібний призер стартуватиме з другого кваліфікаційного раунду шляху нечемпіонів.
Бронзовий призер потрапив в раунд плей-оф кваліфікації Ліги Європи.
Команда, що посіла 4-е місце, потрапила до третього кваліфікаційного раунду Ліги конференцій, а 5-е місце — до другого кваліфікаційного раунду цього турніру.
Команди, які посіли у турнірній таблиці 15 та 16 місця, напряму вилетіли в першу лігу, а команди, що посіли 13 та 14 місця, зіграли матчі плей-оф з 4-ю та 3-ю командами першої ліги відповідно.
При рівній кількості набраних очок у двох та/або більше команд їх місця визначаються за такими показниками:
1. більша кількість набраних очок в особистих зустрічах між цими командами;
2. краща різниця забитих і пропущених м’ячів в особистих зустрічах;
3. більша кількість забитих м’ячів в особистих зустрічах;
4. краща різниця забитих і пропущених м’ячів в усіх матчах;
5. більша кількість забитих м’ячів в усіх матчах.[2]

## Учасники
За підсумками попереднього сезону «Десна» та ФК «Маріуполь» призупинили участь в Прем'єр-лізі, а «Металіст» та «Кривбас» здобули путівки з першої ліги до Прем'єр-ліги.
Склад учасників:
| Команда          | Населений пункт                      | Стадіон | Місткість стадіону             | Місце в ПЛ 2021–2022 |
| ---------------- | ------------------------------------ | --- | ------------------------------ | -------------------- |
| «Верес»          | Рівне                                | «Авангард» «Арена Львів» (Львів) (1 матч) «Динамо» ім. Валерія Лобановського (Київ) (1 матч)                                                          | 7122 34 725 16 873             | 9                    |
| «Ворскла»        | Полтава                              | «Ворскла» ім. Олексія Бутовського «Минай-Арена» (с. Минай) (6 матчів) «Авангард» (Ужгород) (1 матч) КСК «Ніка» (Олександрія) (1 матч)                 | 23 842 1312 10 383 7000        | 5                    |
| «Динамо»         | Київ                                 | «Динамо» ім. Валерія Лобановського «Арена Львів» (Львів) (4 матчі) «Авангард» (Рівне) (1 матч)                                                        | 16 873 34 725 7122             | 2                    |
| «Дніпро-1»       | Дніпро                               | «Авангард» (Ужгород) | 10 383                         | 3                    |
| «Зоря»           | Луганськ                             | «Динамо» ім. Валерія Лобановського (Київ) «Авангард» (Ужгород) (1 матч)                                                                               | 16 873 10 383                  | 4                    |
| «Інгулець»       | смт Петрове                          | «Інгулець» НТК ім. Віктора Баннікова (Київ) (3 матчі) «Динамо» ім. Валерія Лобановського (Київ) (1 матч) «Арена Львів» (Львів) (1 матч)               | 1869 1678 16 873 34 725        | 14                   |
| «Колос»          | с. Ковалівка Білоцерківського району | «Колос» | 5050                           | 8                    |
| «Кривбас»        | Кривий Ріг                           | «Гірник» НСК «Олімпійський» (Київ) (4 матчі) «Україна» (Львів) (1 матч)                                                                               | 2500 70 050 27 925             | 2 (перша ліга)       |
| ФК «Львів»       | Львів                                | «Скіф» «Арена Львів» (1 матч) | 4033 34 725                    | 12                   |
| «Металіст»       | Харків                               | «Авангард» (Ужгород) «Арена Львів» (Львів) (1 матч) «Чорноморець» (Одеса) (1 матч)                                                                    | 10 383 34 725 34 164           | 1 (перша ліга)       |
| «Металіст 1925»  | Харків                               | НСК «Олімпійський» (Київ) «Колос» (с. Ковалівка) (5 матчів) НТК ім. Віктора Баннікова (Київ) (3 матчі) «Арена Львів» (Львів) (1 матч)                 | 70 050 5050 1678 34 725        | 10                   |
| ФК «Минай»       | с. Минай Ужгородського району        | «Минай-Арена» «Арена Львів» (Львів) (1 матч) | 1312 34 725                    | 15                   |
| ФК «Олександрія» | Олександрія                          | КСК «Ніка» НСК «Олімпійський» (Київ) (3 матчі) | 7000 70 050                    | 6                    |
| «Рух»            | Львів                                | «Арена Львів» «Україна» (5 матчів) | 34 725 27 925                  | 11                   |
| «Чорноморець»    | Одеса                                | «Чорноморець» «Колос» (с. Ковалівка) (2 матчі) НТК ім. Віктора Баннікова (Київ) (1 матч)                                                              | 34 164 5050 1678               | 13                   |
| «Шахтар»         | Донецьк                              | «Арена Львів» (Львів) НСК «Олімпійський» (Київ) (2 матчі) «Авангард» (Ужгород) (1 матч) «Минай-Арена» (с. Минай) (1 матч) «Авангард» (Рівне) (1 матч) | 34 725 70 050 10 383 1312 7122 | 1                    |

### Керівництво, тренери та спонсори
| Команда          | Президент              | Головний тренер         | Екіпірування | Титульний спонсор |
| ---------------- | ---------------------- | ----------------------- | ------------ | ----------------- |
| «Верес»          | Іван Надєїн            | Юрій Вірт               | Kelme        | «Vbet»            |
| «Ворскла»        | Костянтин Жеваго       | Віктор Скрипник         | Nike         | «Ferrexpo»        |
| «Динамо»         | Ігор Суркіс            | Мірча Луческу           | New Balance  | «А-Банк»          |
| «Дніпро-1»       | Максим Береза          | Олександр Кучер         | Nike         | —                 |
| «Зоря»           | Євгеній Гєллєр         | Патрік ван Леувен       | Nike         | —                 |
| «Інгулець»       | Олександр Поворознюк   | Сергій Ковалець         | Macron       | «etg.ua»          |
| «Колос»          | Андрій Засуха          | Ярослав Вишняк          | Nike         | «Світанок»        |
| «Кривбас»        | Костянтин Караманіц    | Юрій Вернидуб           | Joma         | «Рудомайн»        |
| ФК «Львів»       | Богдан Копитко         | Анатолій Безсмертний    | Jako         | —                 |
| «Металіст»       | Олександр Ярославський | Периця Огненович (в.о.) | Joma         | DCH               |
| «Металіст 1925»  | Ярослав Вдовенко       | Едмар (в.о.)            | Puma         | «AES Group»       |
| ФК «Минай»       | Валерій Пересоляк      | Володимир Шаран         | Kelme        | «Favbet»          |
| ФК «Олександрія» | Сергій Кузьменко       | Руслан Ротань           | Nike         | «AgroVista»       |
| «Рух»            | Григорій Козловський   | Віталій Пономарьов      | Macron       | «Emily Resort»    |
| «Чорноморець»    | Леонід Клімов          | Роман Григорчук         | Kelme        | «Allrise Capital» |
| «Шахтар»         | Рінат Ахметов          | Ігор Йовичевич          | Puma         | СКМ               |

- До 4 туру «Чорноморець» не мав титульного спонсора.
- До 5 туру «Колос» мав іншого титульного спонсора — АППТ.
- До 22 жовтня 2022 року головним тренером «Металісту 1925» був Валерій Кривенцов[9].
- До 13 листопада 2022 року головним тренером «Інгульця» був Сергій Лавриненко[10].
- До 14 грудня 2022 року головним тренером «Олександрії» був Юрій Гура[11].
- До 29 грудня 2022 року виконувачем обов'язків головного тренера «Інгульця» був Младен Бартулович[12].
- До 27 січня 2023 року виконувачем обов'язків головного тренера «Металіста» був Олег Ратій[13].
- До 17 туру «Parimatch» був титульним спонсором «Дніпра-1» та «Шахтаря», до 18 туру — «Львова».
- До 19 березня 2023 року головним тренером «Руху» був Леонід Кучук[14].
- До 21 березня 2023 року головним тренером «Львова» був Олег Дулуб[15].

## Турнірна таблиця
| М  | Команда          | І  | В  | Н  | П  | РМ    | О  |
| -- | ---------------- | -- | -- | -- | -- | ----- | -- |
|    | «Шахтар»         | 30 | 22 | 6  | 2  | 69−21 | 72 |
|    | «Дніпро-1»       | 30 | 21 | 4  | 5  | 61−27 | 67 |
|    | «Зоря»           | 30 | 20 | 4  | 6  | 61−34 | 64 |
| 4  | «Динамо»         | 30 | 18 | 6  | 6  | 51−25 | 60 |
| 5  | «Ворскла»        | 30 | 13 | 6  | 11 | 38−37 | 45 |
| 6  | ФК «Олександрія» | 30 | 10 | 14 | 6  | 42−39 | 44 |
| 7  | «Кривбас»        | 30 | 12 | 5  | 13 | 26−30 | 41 |
| 8  | ФК «Минай»       | 30 | 9  | 9  | 12 | 25−30 | 36 |
| 9  | «Колос»          | 30 | 10 | 6  | 14 | 23−36 | 36 |
| 10 | «Чорноморець»    | 30 | 9  | 8  | 13 | 35−40 | 35 |
| 11 | «Рух»            | 30 | 7  | 11 | 12 | 31−37 | 32 |
| 12 | «Металіст 1925»  | 30 | 6  | 14 | 10 | 23−42 | 32 |
| 13 | «Верес»          | 30 | 8  | 7  | 15 | 35−45 | 31 |
| 14 | «Інгулець»       | 30 | 8  | 7  | 15 | 22−34 | 31 |
| 15 | «Металіст»       | 30 | 5  | 7  | 18 | 27−58 | 22 |
| 16 | ФК «Львів»       | 30 | 3  | 4  | 23 | 18−52 | 13 |

Позначення:

## Результати матчів
| Команда          | ВЕР | ВОР | ДИН | Д-1 | ЗОР    | ІНГ | КОЛ | КРИ | ЛЬВ | МЕТ | М25 | МИН | ОЛЕ | РУХ | ЧОР | ШАХ |
| ---------------- | --- | --- | --- | --- | ------ | --- | --- | --- | --- | --- | --- | --- | --- | --- | --- | --- |
| «Верес»          |     | 2:2 | 0:1 | 0:1 | 0:1    | 1:0 | 0:1 | 1:2 | 3:2 | 1:2 | 1:0 | 1:1 | 2:2 | 2:2 | 1:3 | 0:2 |
| «Ворскла»        | 1:2 |     | 1:2 | 1:1 | 2:3    | 1:0 | 2:0 | 1:0 | 1:0 | 3:2 | 0:0 | 2:0 | 0:0 | 0:1 | 2:1 | 2:1 |
| «Динамо»         | 3:0 | 1:1 |     | 0:3 | 0:1    | 0:2 | 0:0 | 3:1 | 1:0 | 3:0 | 0:0 | 2:0 | 3:1 | 3:0 | 2:3 | 1:1 |
| «Дніпро-1»       | 2:0 | 1:2 | 0:1 |     | 3:0    | 2:2 | 2:1 | 1:0 | 5:2 | 5:0 | 3:0 | 3:1 | 1:1 | 3:2 | 1:0 | 2:1 |
| «Зоря»           | 1:0 | 3:1 | 3:2 | 2:1 |        | 2:0 | 2:2 | 2:2 | 3:1 | 3:2 | 3:0 | 1:1 | 4:1 | 3:0 | 3:1 | 0:3 |
| «Інгулець»       | 1:0 | 0:1 | 1:2 | 0:2 | 1:0    |     | 0:1 | 0:0 | 1:0 | 2:1 | 0:0 | 1:2 | 1:2 | 1:0 | 1:2 | 0:2 |
| «Колос»          | 2:0 | 1:2 | 0:3 | 1:3 | 0:1    | 0:0 |     | 1:0 | 1:0 | 1:0 | 3:0 | 0:1 | 0:2 | 2:0 | 1:1 | 1:3 |
| «Кривбас»        | 0:1 | 1:0 | 0:1 | 2:1 | 1:0    | 2:1 | 1:0 |     | 0:0 | 2:0 | 0:2 | 0:0 | 2:1 | 1:0 | 2:3 | 0:3 |
| ФК «Львів»       | 1:3 | 0:2 | 0:2 | 0:3 | 2:3    | 0:2 | 0:1 | 2:2 |     | 1:1 | 0:2 | 1:0 | 0:1 | 2:1 | 0:1 | 1:2 |
| «Металіст»       | 5:5 | 3:2 | 1:3 | 0:1 | 0:5    | 1:1 | 0:0 | 0:1 | 1:0 |     | 0:0 | 1:2 | 0:0 | 1:2 | 0:3 | 1:6 |
| «Металіст 1925»  | 1:4 | 3:2 | 1:1 | 0:3 | 0:3    | 2:1 | 2:0 | 0:2 | 2:2 | 2:0 |     | 0:1 | 0:0 | 0:0 | 0:0 | 0:7 |
| ФК «Минай»       | 1:1 | 2:0 | 0:1 | 0:1 | 3:0[а] | 1:2 | 1:1 | 1:0 | 0:1 | 1:0 | 1:1 |     | 1:1 | 0:0 | 0:1 | 1:4 |
| ФК «Олександрія» | 3:2 | 3:0 | 1:5 | 2:2 | 0:2    | 0:0 | 4:1 | 2:0 | 2:0 | 1:3 | 3:3 | 2:1 |     | 1:1 | 1:1 | 1:1 |
| «Рух»            | 0:0 | 1:1 | 1:1 | 2:3 | 3:1    | 3:0 | 0:1 | 2:1 | 2:0 | 1:2 | 1:1 | 1:1 | 0:0 |     | 2:2 | 0:1 |
| «Чорноморець»    | 0:1 | 0:1 | 0:3 | 1:2 | 0:4    | 1:1 | 3:0 | 0:1 | 2:0 | 0:0 | 1:1 | 0:1 | 1:2 | 1:3 |     | 2:2 |
| «Шахтар»         | 2:1 | 3:2 | 3:1 | 3:0 | 2:2    | 3:0 | 3:0 | 1:0 | 2:0 | 1:0 | 0:0 | 1:0 | 2:2 | 2:0 | 2:1 |     |

а Згідно з рішенням КДК УАФ від 22 червня 2023 року за вихід на поле не внесеного в рапорт арбітра футболіста команді «Зоря» зараховано технічну поразку 0:3, а команді ФК «Минай» — технічну перемогу 3:0. Початковий результат матчу — 0:3.

## Статистика

### Найкращі бомбардири
| №  | Футболіст          | Команда                        | Голи (пен.) |
| -- | ------------------ | ------------------------------ | ----------- |
| 1  | Артем Довбик       | «Дніпро-1»                     | 24 (8)      |
| 2  | Назарій Русин      | «Зоря»                         | 13          |
| 3  | Таулант Сефері     | «Ворскла»                      | 13 (6)      |
| 4  | Віталій Буяльський | «Динамо»                       | 12          |
| 5  | Владислав Ванат    | «Динамо»                       | 12 (1)      |
| 6  | Даниїл Алефіренко  | «Зоря» (1) / «Чорноморець» (8) | 9           |
| 6  | Максим Прядун      | «Металіст»                     | 9           |
| 8  | Артем Бондаренко   | «Шахтар»                       | 9 (1)       |
| 8  | Данило Сікан       | «Шахтар»                       | 9 (1)       |
| 10 | Юрій Климчук       | «Рух»                          | 9 (2)       |

### Хет-трики
| Гравець      | Клуб       | Суперник        | Результат | Дата             | Джерело |
| ------------ | ---------- | --------------- | --------- | ---------------- | ------- |
| Таллес       | «Рух»      | «Зоря»          | 3:1       | 9 вересня 2022   | [ 17 ]  |
| Данило Сікан | «Шахтар»   | «Металіст»      | 6:1       | 1 жовтня 2022    | [ 18 ]  |
| Артем Довбик | «Дніпро-1» | «Зоря»          | 3:0       | 9 жовтня 2022    | [ 19 ]  |
| Артем Довбик | «Дніпро-1» | «Колос»         | 3:1       | 9 листопада 2022 | [ 20 ]  |
| Артем Довбик | «Дніпро-1» | «Металіст 1925» | 3:0       | 2 квітня 2023    | [ 21 ]  |
| Жуан Пеглоу  | «Дніпро-1» | «Металіст»      | 5:0       | 3 травня 2023    | [ 22 ]  |

Примітки:

## Нагороди

### Гравець і тренер туру
| Тур | Гравець туру         | Гравець туру    | Гравець туру  | Тренер туру       | Тренер туру      | Тренер туру   |
| Тур | Гравець              | Клуб            | Джерело       | Тренер            | Клуб             | Джерело       |
| --- | -------------------- | --------------- | ------------- | ----------------- | ---------------- | ------------- |
| 1   |                      |                 |               |                   |                  |               |
| 2   | Олександр Піхальонок | «Дніпро-1»      | [ 23 ]        | Олександр Кучер   | «Дніпро-1»       | [ 23 ] [ 24 ] |
| 3   | Назарій Русин        | «Зоря»          | [ 25 ]        | Олег Ратій        | «Металіст»       | [ 26 ]        |
| 4   | Таллес               | «Рух»           | [ 27 ]        | Леонід Кучук      | «Рух»            | [ 28 ]        |
| 5   | Данило Сікан         | «Шахтар»        | [ 29 ]        | Валерій Кривенцов | «Металіст 1925»  | [ 30 ]        |
| 6   | Артем Довбик         | «Дніпро-1»      | [ 31 ]        | Олександр Кучер   | «Дніпро-1»       | [ 31 ] [ 32 ] |
| 7   | Михайло Мудрик       | «Шахтар»        | [ 33 ]        | Ігор Йовичевич    | «Шахтар»         | [ 33 ] [ 34 ] |
| 8   | Сергій Булеца        | «Зоря»          | [ 35 ]        | Сергій Лавриненко | «Інгулець»       | [ 35 ] [ 36 ] |
| 9   | Роман Дебелко        | «Кривбас»       | [ 37 ] [ 38 ] | Патрік ван Леувен | «Зоря»           | [ 38 ] [ 39 ] |
| 10  | Віталій Буяльський   | «Динамо»        | [ 40 ]        | Юрій Гура         | ФК «Олександрія» | [ 41 ]        |
| 11  | Дмитро Криськів      | «Шахтар»        | [ 42 ]        | Юрій Вірт         | «Верес»          | [ 43 ]        |
| 12  | Артем Довбик         | «Дніпро-1»      | [ 44 ] [ 45 ] | Сергій Лавриненко | «Інгулець»       | [ 45 ]        |
| 13  | Євгеній Волинець     | «Колос»         | [ 46 ] [ 47 ] | Ярослав Вишняк    | «Колос»          | [ 47 ]        |
| 14  | Артем Довбик         | «Дніпро-1»      | [ 48 ] [ 49 ] | Олександр Кучер   | «Дніпро-1»       | [ 49 ]        |
| 15  | Олег Мозіль          | «Металіст 1925» | [ 50 ]        | Юрій Вернидуб     | «Кривбас»        | [ 51 ]        |
| 16  | Володимир Бражко     | «Зоря»          | [ 52 ]        | Сергій Ковалець   | «Інгулець»       | [ 52 ]        |
| 17  | Володимир Одарюк     | «Інгулець»      | [ 53 ]        | Мірча Луческу     | «Динамо»         | [ 53 ]        |
| 18  | Ріфет Капич          | «Кривбас»       | [ 54 ]        | Патрік ван Леувен | «Зоря»           | [ 54 ]        |

### Гравець і тренер місяця
За результатами голосування, організованого УПЛ
| Місяць                | Гравець місяця | Гравець місяця | Тренер місяця      | Тренер місяця | Джерело |
| Місяць                | Гравець        | Клуб           | Тренер             | Клуб          | Джерело |
| --------------------- | -------------- | -------------- | ------------------ | ------------- | ------- |
| Серпень−вересень 2022 | Дмитро Кльоц   | «Верес»        | Юрій Вірт          | «Верес»       | [ 55 ]  |
| Жовтень 2022          | Артем Довбик   | «Дніпро-1»     | Патрік ван Леувен  | «Зоря»        | [ 56 ]  |
| Листопад−грудень 2022 | Артем Довбик   | «Дніпро-1»     | Юрій Вернидуб      | «Кривбас»     | [ 57 ]  |
| Лютий–березень 2023   | Зігі Бадібанга | «Чорноморець»  | Роман Григорчук    | «Чорноморець» | [ 58 ]  |
| Квітень 2022          | Артем Довбик   | «Дніпро-1»     | Патрік ван Леувен  | «Зоря»        | [ 59 ]  |
| Травень–червень 2023  | Назарій Русин  | «Зоря»         | Віталій Пономарьов | «Рух»         | [ 60 ]  |

## Перехідні матчі за право виступати в Прем'єр-лізі
За підсумками сезону команди, які посіли 13-те та 14-те місця в Прем'єр-лізі, грають перехідні матчі за право виступати у Прем’єр-лізі проти команд, які посіли відповідно четверте та третє місце в першій лізі. Жеребкування послідовності проведення матчів відбулося 2 червня 2023 року.
| 10 червня 2023 17:00 +21 °C |

| МФК «Металург» | 1:0      | «Верес» |
| -------------- | -------- | ------- |
| Сад 29'        | Протокол |         |

| «Україна», Львів Глядачів: 0 Арбітр: Юрій Іванов (Макіївка) |

| 14 червня 2023 13:00 +19 °C |

| «Верес»                                                            | 6:1      | МФК «Металург»  |
| ------------------------------------------------------------------ | -------- | --------------- |
| Крапивний 16' (аг) Балан 23', 66' Гагун 29' Пасіч 82' Гайдучик 89' | Протокол | Могильний 90+1' |

| «Авангард», Рівне Глядачів: 0 Арбітр: Дмитро Бондаренко (Одеса) |

«Верес» переміг 6:2 за сумою двох матчів та зберіг місце в Прем’єр-лізі, а МФК «Металург» — у першій.
| 10 червня 2023 17:00 +28 °C |

| «Інгулець»   | 1:1      | ЛНЗ                |
| ------------ | -------- | ------------------ |
| Клименко 46' | Протокол | Тищенко 57' (пен.) |

| «Інгулець», Петрове Глядачів: 0 Арбітр: Віталій Романов (Дніпро) |

| 14 червня 2023 15:00 +24 °C |

| ЛНЗ                          | 2:1      | «Інгулець» |
| ---------------------------- | -------- | ---------- |
| Савін 17' Коробенко 30' (аг) | Протокол | Сітало 51' |

| «Черкаси-Арена», Черкаси Глядачів: 0 Арбітр: Максим Козиряцький (Запоріжжя) |

ЛНЗ переміг 3:2 за сумою двох матчів та вийшов до Прем’єр-ліги, «Інгулець» вибуває до першої ліги.

## Підсумок сезону

### Результати вторгнення росії в Україну
Вторгнення росії в Україну принесло чималі втрати для українського футболу. Чимало молодих гравців загинули на фронті. За час війни в Україні постраждали 343 спортивні об’єкти, 95 з них – зруйновано повністю або знищено частково. Серед них є чимало стадіонів, в тому числі найбільший спорткомплекс в Харкові стадіон Металіст, стадіон ім. Юрія Гагаріна в Чернігові який слугував домашнім стадіоном  Десни, стадіон Сонячний в Харкові, міські стадіони в Волновасі, Бородянці, Ірпені, Гостомелі і т.д. Також війна позбавила клуби одного з основного напрямку доходу, а саме грошей від продажу квитків, оскільки через війну усі матчі відбувалися без глядачів. Окрім цього клуби  Десна та ФК Маріупль були змушені припинити існування.  

#### Відхід легіонерів
Після початку повномасштабного вторгнення Росії в Україну, 1 липня 2022 ФІФА прийняла скандальний закон про призупинення контрактів російських та українських легіонерів з їхніми клубами. В результаті до кінця літа залишилося лише 28 гравців, порівняно зі 2021 роком коли їх чисельність становила 71 іноземців. Особливо сильно постраждали: Львів і Металіст які втратили всіх легіонерів, а саме 10 та 9 відповідно, Динамо також з 10, і Донецький Шахтар який втратив 15 іноземних гравців на загальну суму в 37 млн. євро. Останній через значні втрати подав в суд на ФІФА з вимогою відшкодування за ці втрати 50 млн. євро.

### Перша половина сезону
З самого початку сезону за чемпіонство боролися Шахтар та Дніпро-1. До 14-туру обидва клуби не зазнали жодної поразки, однак Дніпро-1 втримував перевагу завдяки в 5 очків, хоча Шахтар мав один матч в запасі. В передостанньому турі першої половини сезону команди зустрілися  в очному протистоянні, переможцем з якого вийшов Дніпро-1 з рахунком 3:1. Однак вже в останньому турі Дніпро-1 несподівано поступився Кривбасу(2:1), дозволивши гірникам скоротити відставання. 
Ще до початку чемпіонату в Динамо знаходився в кризі, але розгром від Дніпра-1 з рахунком 3:0 все одно був шокуючим. Окрім цього київський клуб програв іншим своїм головним конкурентам: Зорі (3:2) та Шахтарю (3:1). Врешті до 15-туру біло-сині зайняли 4 місце з 27 очками. Зоря посіла 3 місце також з 27 очками, випередивши Динамо за додатковими показниками. 5 місце з 24 очками посіла Олександрія. Команд з 6 по 14 місце мала близькі результати: найбільше в Колоса,18 очок, найменше в Інгульця та Руху, по 13. Місця на вибуття зайняли Чорноморець (10 очок) та Львів (9 очок).  

### Зимові трансфери
15 січня 2023 року  півзахисник Донецького Шахтаря Михайло Мудрик перейшов в Челсі за рекордні для Української Премєр-ліги суми в 70 млн. євро. Окрім цього серед важливих трансферів клуб покинув Сергій Кривцов, який перейшов в Інтер Маямі, а приєдналися захисники Георгій Гочолейшвілі, Ярослав Ракицький, нападник Кевін Келсі та воротар Ворскли Дмитро Різник. 
До Динамо повернулися з оренди захисники Денис Кузик та Максим Дячук, півзахисник Назар Волошин та нападник Ерік Рамірес, а також за 250 тис. євро було підписано македонського півзахисника Решата Рамадані.  Натомість було здійснено трансфери Віктора Циганкова в іспанську Жірону за 5 млн. євро + 50% від подальшого перепродажу, та Іллі Забарного в англійський Борнмут за 27 млн. євро., в оренду віддали Томаша Кендзьорау (ПАОК), Дениса Кузика (ФК Львів), Микиту Кравченка (Колос), Микиту Бурду (Зоря), Миколу Михайленка (Олександрія), Артема Бєсєдіна (Омонія).
В Дніпро-1 перейшли захисники Рональд Матарріта, Хайнер та півзахисник Євген Пасіч, було взято в оренду півзахисників В'ячеслава Танковського (Металіст), Євгена Підлепенеця (Металіст), Жоау Пеглоу (Інтернасьональ), віддали в оренду Валерія Юрчука (ФК Львів), Сергія Логінова (Олександрія), Сергія Горбунова (Карпати), і було здійснено трансфер нападника Артема Громова до АЕК Ларнака.

### Друга половина сезону

#### Боротьба за Чемпіонство
Після повернення з зимової перерви Шахтар і Дніпро-1 продовжували претендувати на 1 місце в таблиці, однак дніпряни мінімально поступилися в іграх з Динамо Київ(0:1) та Зорею (3:2), в результаті давши Шахтарю вийти на 1 місце з відривом в сім очок. Попри це Дніпро-1 зберігав шанси знову очолити таблицю, і до 28 туру скоротив відставання до 4 очок. Однак потім Дніпро-1 несподівано програло Ворсклі 2:1, таким чином єдином шансом для дніпрян очолити таблицю було перемогти Шахтар в очній зустрічі. Але зустріч закінчилася розгромом дніпрян з рахунком 3:0, а в доданий час між гравцями команд спалахнула бійка яка закінчилася вилученням 2 гравців Шахтаря та 4 гравців Дніпра-1. Поразка в наступному турі від Ворскли, вже не мала значення, оскільки Шахтар став чемпіоном України. Натомість поразка Дніпра дозволила Зорі наздогнати дніпрян, тому вирішуватися кому дістанеться срібло чемпіонату повинно було в останньому турі. Дніпро-1 впорався з Кривбасом (2:1), тому луганській команді треба було скоротити відставання в чотири мячі, але зустріч закінчилася з рахунком 3:0 тому відставши на один мяч в статистиці Зоря опинилася за підсумками на 3 місці. 

#### Боротьба за вихід в Лігу Конференцій
До 28 туру за шанс зайняти 5 місце і вийти в Лігу Конференцій боролися кілька команд: Олександрія яка займала це місце з 42 очками, випереджаючи Колос (33 очки), Кривбас (35) та Ворскла (36). Попри це Олександрія мала чималі шанси на збереження свого місця, оскільки навіть здобувши лише три нічиї або 1 перемогу вона могла забезпечити собі 5 місце, в той час як іншим претендентам потрібно було здобути перемоги в усіх трьох матчах щоб наблизитися до неї, в той час як в останніх трьох турах їх чекали матчі клубів з вершини ліги: Колос повинен був зіграти з Динамо(28 тур) та Ворсклою (29 тур), Кривбас з Дніпро-1 (30 тур) а Ворскла з Дінпро-1(28 тур), Колосом(29 тур) та Шахтарем(30 тур). Однак зустріч Ворскли з Дніпро-1 закінчилося несподіваною перемогою клуба з Полтави з рахунком 2:1, і після перемоги над Колосом (2:0), в останньому турі Ворскла здолала чемпіона України Донецький Шахтар з рахунком 2:1, таким чином перегнавши Олександрію з 44 очками і зайняти 5 місце з 45 очками.

### Результати по командах
Кривбас
6 червня 2022 року головний тренер Олександр Бабич залишив «Кривбас». І через два тижні, 21 червня 2022 року, клуб очолив тренер Шерифу Юрій Вернидуб, який хотів поєднувати роботу в команді зі службою в лавах ЗСУ. В перший сезон в еліті клуб не погано проявив себе, зайнявши 7 місце, і зумівши перемогти срібного призера чемпіонату Дніпро-1 (2:1), а також перемогти (0:1) та зіграти в нічию(2:2) з Зорею,  яка посіла 3 місце в таблиці.  
«Чорноморець»
В першій половині сезону клуб посів передостаннє місце з 10 очками, однак вже в другій половині сезону клуб набрав 25 очки і вийшов в безпечну зону посівши 10 місце, а тренер Роман Григорчук став найкращим гравцем лютого–березня 2023 перемогу в грі проти Шахтаря завдяки якій клуб здобув нічию 2:2.  
Рух
Справжнім успіхом клубу цього сезону став 4 тур, коли в матчі проти луганської Зорі недавно повернувшийся з оренди бразильський півзахисник Руху Таллес Бернар де Паула відзначився хет-триком тим самим принісши свому клубу перемогу 3:1. Після цього тренер Руха Леонід Кучук отримав нагороду тренер туру, а сам бразильський півзахисник став найкращим гравцем туру та найкращим легіонером сезону. 19 березня 2023 року тренер клубу Леонід Кучук був відправлений в відставку. Його замінив тренер молодіжки команди, Віталій Понамарьов. За результатами сезону клуб знову посів 11 місце, повторивши досягнення минулого сезону, і команда має на рахунку 7 перемог, 11 нічиїх та азок, різниця м’ячів складає 31−37.
«Металіста 1925»
22 жовтня 2022 року «жовто-сині» припинили співпрацю з тренером кілько річним тренером Валерій Кривенцов. Наступного дня виконувачем обов'язків головного тренера було призначено його асистента Едмара. По результатам сезону клуб посів 12 місце, змігши напряму зберегти місце в еліті.
Верес
Команда не зуміла напряму зберегти прописку в УПЛ, посівши 13 місце в турнірній таблиці з 31 очками і повинна була взяти участь в стикових матчах. На рахунку команди було 15 поразок, 7 нічиїх та 8 перемог. В стикових матчах клуб повинен був зіграти з Запорізьким Металургом. Після поразки в першому матчі 0:1, у матчі відповіді рівняни розгромили запорізький «Металург» 6:1. Після перемоги над запоріжцями головний тренер Вереса Юрія Вірт подав у відставку, а через два дні команді представили нового наставника Сергія Лавриненка.
Інгулець
До останнього туру різниця між 8 і 14 місцями складала лише два очки, тому навіть нічия в матчі з Вересом давала шанси піднятися з зони плей-оф на виліт. Однак матч закінчився поразкою клубу з Петрового з 1 голом на 72 хвилині від захисника Вересу Семена Вовченка.  В результаті Інгулець вдруге поспіль посів 14 місце і мав зіграти в плей-офф на виліт з черкаським ЛНЗ. Після нічиї вдома (1:1), в гостях Інгулець мінімально поступився (2:1) і був змушений покинути Премєр-лігу.
«Металіст»
За перші 10 турів клуб посідав 6 місце, однак довга серія без перемог в 17  матчах, призвела до того що клуб посів передостаннє місце з 22 очками, і покинув чемпіонат України.